# マーサ・グラハム (1844?-1959)
マーサ・グラハム（Martha Graham、1844年12月27日? - 1959年6月25日）は、長寿世界一とされたアメリカの女性。
記録によると1844年に奴隷の家庭に産まれ、1955年10月24日にベッツィー・ベイカーの死去に伴い長寿世界一となった。
1959年6月に114歳180日で死去。この記録は、1958年にデリーナ・フィルキンスの記録を更新してから1985年にマシュー・ビアードに破られるまでの間、確認された最も長生きの記録であったことになるが、グラハム自身の記録には疑義が生じており、ジェロントロジー・リサーチ・グループによる歴代の記録にグラハムの名前はない。